# K-MINE
K-MINE — содержит свойства программного обеспечения[чего?] для горной промышленности (software for mining industry), систем сбора и обработки данных, ГИС, систем поддержки принятия решений и основан на эксплуатации систем управления базами данных.

## Общие сведения
K-MINE можно использовать для решения задач различной тематической ориентированности: организация рабочих мест инженерно-технического персонала геологоразведочных и горно-перерабатывающих предприятий; моделирование месторождений полезных ископаемых; проектирование горных предприятий; создание банков геологической информации; подсчет и геолого-экономическая переоценка запасов и др.
Модульная структура предусматривает использование данных элементов в различных комбинациях и с различной степенью интеграции.

## Программные модули
В геологическом программном комплексе автоматизированы традиционные методы подсчета запасов (геологических и эксплуатационных блоков, разрезов и статистический анализ). Оценка месторождений выполняется на всех стадиях разведки и промышленного освоения в целях установления целесообразности их дальнейшего изучения или разработки.
Программный комплекс выполняет расчет количественных и качественных показателей с использованием различных математических алгоритмов и построения блочной модели месторождения. Позволяет проводить комплексную геолого-экономическую оценку запасов твердых полезных ископаемых.
С помощью маркшейдерского программного модуля решаются производственные задачи:
- камеральная обработка данных полевых съемок (в том числе, использование данных съемки с оптико-электронных приборов и оборудования с использованием GPS);
- решение прямых и обратных геодезических (маркшейдерских) задач;
- передача проектных данных в измерительный инструмент для выноса данных в натуру;
- решение позиционных геометрических задач (создание графических объектов по данным съемок, построение профилей, разрезов, недостающих бровок, отметок, каркасное моделирование поверхностей);
- подсчет объёмов разными методами в карьере и на складах;
- горно-графические построения и расчет подготовленных и готовых к выемке запасов;
- задачи пополнения и пересчета типовых разрезов по карьеру для контрольного маркшейдерского пересчета;
- задачи для бурового и отвального комплексов;
- расчет расстояний транспортирования
- по сети автомобильных и ж/д магистралей с учётом прямых и тупиковых выездов[2].

С помощью различных методов подсчета объёмов, реализованных в K-MINE, можно производить оценку и подсчет запасов выемки и погашения на созданной 3D модели.
Планирование горных работ. Геоинформационная система K-MINE предоставляет возможности перспективного, оперативного и текущего планирования горных работ. Алгоритмы используются для определения оптимальных контуров карьеров с различными способами отработки (с использованием блочных моделей); построения систем транспортного развития.
Проектирование горных и буровзрывных работ. Алгоритмы позволяют проектировать как элементы уступов и бортов карьера и отвалов по заданным геометрическим параметрам, так и элементы промплощадок и коммуникаций. А также формировать паспорта ведения буровзрывных работ в выработках различного целевого назначения.